# The Taste/Staffel 3
Die dritte Staffel von The Taste wurde 2015 ausgestrahlt. Die Jury bestand aus den Fernsehköchen Alexander Herrmann, Frank Rosin, Tim Mälzer und Neuzugang Cornelia Poletto. Sieger der 3. Staffel wurde Kristof Mulack aus dem Team von Tim Mälzer.

## Casting
Die erste Runde umfasste insgesamt in der Fernsehausstrahlung insgesamt 28 Kandidaten. Jeder hatte 60 Minuten Zeit, einen Löffel zuzubereiten, wobei für den Einkauf jeweils 50 Euro zur Verfügung gestellt worden waren. Jeder der vier Juroren entschied nach der Blindverkostung, ob sie den jeweiligen Teilnehmer in ihr Team aufnehmen möchten. Entschieden sich mehr als ein Juror für einen Kandidaten, so durfte dieser ein Team wählen. Nachdem die Teams von Frank Rosin, Cornelia Poletto und Tim Mälzer vollständig waren, traten die verbleibenden drei Kandidaten zeitgleich an. Alexander Herrmann wählte dann seinen Favoriten, um das letzte Team zu vervollständigen.
| Nr. | Kandidat    | Juroren               | Juroren                | Juroren            | Juroren              | Entscheidung                      |
| Nr. | Kandidat    | Tim Mälzer            | Cornelia Poletto       | Alexander Herrmann | Frank Rosin          | Entscheidung                      |
| --- | ----------- | --------------------- | ---------------------- | ------------------ | -------------------- | --------------------------------- |
| 1   | Helena      | Nein                  | Nein                   | Nein               | Ja ✔                 | Team Rosin                        |
| 2   | Tom         | Ja ✔                  | Ja                     | Nein               | Ja                   | Team Mälzer                       |
| 3   | Kristof     | Ja ✔                  | Nein                   | Ja                 | Nein                 | Team Mälzer                       |
| 4   | Michael     | Nein                  | Nein                   | Nein               | Nein                 | -                                 |
| 5   | Erik        | Nein                  | Nein                   | Nein               | Nein                 | -                                 |
| 6   | Ursula      | Nein                  | Nein                   | Nein               | Nein                 | -                                 |
| 7   | Lena        | Nein                  | Ja ✔                   | Nein               | Ja                   | Team Poletto                      |
| 8   | Giuseppe    | Nein                  | Nein                   | Ja ✔               | Nein                 | Team Herrmann                     |
| 9   | Tobias      | Nein                  | Ja ✔                   | Ja                 | Ja                   | Team Poletto                      |
| 10  | Ueli        | Nein                  | Ja                     | Nein               | Ja ✔                 | Team Rosin                        |
| 11  | Sarah       | Nein                  | Ja                     | Ja ✔               | Ja                   | Team Herrmann                     |
| 12  | Inken       | Nein                  | Nein                   | Nein               | Nein                 | -                                 |
| 13  | Daniel      | Nein                  | Nein                   | Nein               | Nein                 | -                                 |
| 14  | Jörn        | Nein                  | Nein                   | Nein               | Nein                 | -                                 |
| 15  | Sembo       | Nein                  | Nein                   | Nein               | Nein                 | -                                 |
| 16  | Lisa        | Nein                  | Nein                   | Nein               | Nein                 | -                                 |
| 17  | Namo        | Nein                  | Ja ✔                   | Nein               | Ja                   | Team Poletto                      |
| 18  | Marco       | Ja ✔                  | Ja                     | Nein               | Ja                   | Team Mälzer                       |
| 19  | Susanne     | Nein                  | Nein                   | Ja ✔               | Ja                   | Team Herrmann                     |
| 20  | Sascha      | Nein                  | Nein                   | Nein               | Nein                 | -                                 |
| 21  | Anja        | Ja                    | Nein                   | Nein               | Ja ✔                 | Team Rosin                        |
| 22  | Daniele     | Ja ✔                  | Nein                   | Ja                 | Ja                   | Team Mälzer                       |
| 23  | Jeannette   | Team Mälzer ist voll. | Nein                   | Nein               | Ja ✔                 | Team Rosin                        |
| 24  | Britt       | Team Mälzer ist voll. | Nein                   | Nein               | Team Rosin ist voll. | -                                 |
| 25  | Giovanni    | Team Mälzer ist voll. | Ja ✔                   | Ja                 | Team Rosin ist voll. | Team Poletto                      |
| 26  | Daniela     | Team Mälzer ist voll. | Team Poletto ist voll. | Ja ✔               | Team Rosin ist voll. | Team Herrmann                     |
| 27  | Jan Thorben | Team Mälzer ist voll. | Team Poletto ist voll. | Nein               | Team Rosin ist voll. | Team Rosin (rückte für Ueli nach) |
| 28  | Fabian      | Team Mälzer ist voll. | Team Poletto ist voll. | Nein               | Team Rosin ist voll. | -                                 |

## Die Teams und Platzierungen im Team
| Platz | Name    | Gesammelte Sterne                                     |
| ----- | ------- | ----------------------------------------------------- |
| 1.    | Kristof | Sternsymbol · Sternsymbol · Sternsymbol · Sternsymbol |
| 2.    | Daniele | Sternsymbol · Sternsymbol                             |
| 3.    | Marco   | Sternsymbol                                           |
| 4.    | Tom     | -                                                     |

| Platz | Name     | Gesammelte Sterne |
| ----- | -------- | ----------------- |
| 1.    | Tobias   | Sternsymbol       |
| 2.    | Namo     | -                 |
| 3.    | Lena     | -                 |
| 4.    | Giovanni | Sternsymbol       |

| Platz | Name     | Gesammelte Sterne         |
| ----- | -------- | ------------------------- |
| 1.    | Susanne  | Sternsymbol · Sternsymbol |
| 2.    | Daniela  | Sternsymbol · Sternsymbol |
| 3.    | Sarah    | -                         |
| 4.    | Giuseppe | -                         |

| Platz | Name        | Gesammelte Sterne                                                   |
| ----- | ----------- | ------------------------------------------------------------------- |
| 1.    | Helena      | Sternsymbol · Sternsymbol · Sternsymbol · Sternsymbol · Sternsymbol |
| 2.    | Jan Thorben | Sternsymbol                                                         |
| 3.    | Anja        | -                                                                   |
| 4.    | Jeannette   | -                                                                   |

## Verlauf der 3. Staffel
Die Auswahl der Kandidaten (Casting) für die Teams wurde in der ersten und zu Beginn der zweiten Episode ausgestrahlt. Ab der zweiten Episode wurden im Team- und Einzelkochen Kandidaten eliminiert.
|       |             | Episode 2 09.09.2015                      | Episode 3 16.09.2015                                        | Episode 4 23.09.2015                        | Episode 5 30.09.2015                      | Halbfinale 07.10.2015                                       | Finale 14.10.2015                                         |
| ----- | ----------- | ----------------------------------------- | ----------------------------------------------------------- | ------------------------------------------- | ----------------------------------------- | ----------------------------------------------------------- | --------------------------------------------------------- |
|       | Gastjuror   | Daniel Achilles                           | Holger Stromberg                                            | Ludwig „Lucki“ Maurer                       | Anton Schmaus                             | Johannes King                                               | Roland Trettl Paul Ivic                                   |
|       | Thema       | Deutschlandreise                          | Rund um die Welt                                            | Fleisch                                     | Katastrophe in der Küche                  | Ein Tag am Meer                                             | 1. Produktkombinationen 2. Vegetarisch 3. Drei-Gänge-Menü |
| Platz | Koch        | Status der Kandidaten am Ende der Episode | Status der Kandidaten am Ende der Episode                   | Status der Kandidaten am Ende der Episode   | Status der Kandidaten am Ende der Episode | Status der Kandidaten am Ende der Episode                   | Status der Kandidaten am Ende der Episode                 |
| 1.    | Kristof     | Favorit (1 goldener Stern)                | Favorit (1 goldener Stern)                                  | Weiter                                      | Weiter (Entscheidungskochen)              | Favorit (2 goldene Sterne)                                  | Gewinner (2 goldene Sterne)                               |
| 2.    | Tobias      | Weiter                                    | Weiter                                                      | Favorit (1 goldener Stern)                  | Weiter                                    | Weiter                                                      | 2. Platz                                                  |
| 3.    | Helena      | Weiter                                    | Weiter (Entscheidungskochen) (1 roter und 1 goldener Stern) | Favorit (2 goldene Sterne)                  | Immun (1 goldener Stern)                  | Weiter (Entscheidungskochen) (1 roter und 1 goldener Stern) | Ausgeschieden (2. Phase)                                  |
| 4.    | Jan Thorben | Weiter (trotz rotem Stern)                | Favorit (1 goldener Stern)                                  | Weiter                                      | Weiter                                    | Weiter (Entscheidungskochen)                                | Ausgeschieden (2. Phase)                                  |
| 5.    | Susanne     | Favorit (1 goldener Stern)                | Weiter                                                      | Favorit (1 goldener Stern)                  | Weiter                                    | Immun (1 goldener Stern)                                    | Ausgeschieden                                             |
| 6.    | Daniela     | Weiter (trotz rotem Stern)                | Weiter                                                      | Weiter                                      | Favorit (2 goldene Sterne)                | Weiter (Entscheidungskochen)                                | Ausgeschieden                                             |
| 7.    | Daniele     | Favorit (1 goldener Stern)                | Weiter                                                      | Weiter                                      | Favorit (1 goldener Stern)                | Ausgeschieden                                               |                                                           |
| 8.    | Namo        | Weiter                                    | Weiter                                                      | Weiter                                      | Weiter (Entscheidungskochen)              | Ausgeschieden                                               |                                                           |
| 9.    | Lena        | Immun                                     | Weiter (Entscheidungskochen) (1 Roter Stern)                | Weiter                                      | Ausgeschieden                             |                                                             |                                                           |
| 10.   | Anja        | Weiter                                    | Weiter (Entscheidungskochen)(2 rote Sterne)                 | Weiter (Entscheidungskochen)(1 roter Stern) | Ausgeschieden                             |                                                             |                                                           |
| 11.   | Marco       | Weiter                                    | Favorit (1 goldener Stern)                                  | Immun (2 rote Sterne)                       | Ausgeschieden                             |                                                             |                                                           |
| 12.   | Tom         | Weiter                                    | Immun                                                       | Ausgeschieden (1 roter Stern)               |                                           |                                                             |                                                           |
| 13.   | Sarah       | Weiter                                    | Weiter                                                      | Ausgeschieden                               |                                           |                                                             |                                                           |
| 14.   | Giovanni    | Favorit (1 goldener Stern)                | Ausgeschieden                                               |                                             |                                           |                                                             |                                                           |
| 15.   | Jeannette   | Ausgeschieden (durch zwei rote Sterne)    |                                                             |                                             |                                           |                                                             |                                                           |
| 16.   | Giuseppe    | Ausgeschieden                             |                                                             |                                             |                                           |                                                             |                                                           |

Legende
| Element                    | Bedeutung |
| -------------------------- | --- |
| Weiter                     | Ohne goldenen oder roten Stern weiter gekommen.                                                                             |
| Weiter (trotz rotem Stern) | In der 2. Phase eines der schlechtesten Gerichte gekocht (rote/r Stern/e), aber im Entscheidungskochen nicht ausgeschieden. |
| Favorit                    | In der 2. Phase eines der besten Gerichte gekocht.                                                                          |
| Immun                      | In der 1. Phase bestes Gericht gekocht und somit sicher in der nächsten Show.                                               |
| Ausgeschieden              | Im Entscheidungskochen ausgeschieden.                                                                                       |
| Ausgeschieden              | In der 1. Phase vom Coach eliminiert.                                                                                       |

## Einschaltquoten
| Folge               | Datum               | Zuschauer | Zuschauer     | Marktanteil | Marktanteil   | Quelle |
| Folge               | Datum               | Gesamt    | 14 – 49 Jahre | Gesamt      | 14 – 49 Jahre | Quelle |
| ------------------- | ------------------- | --------- | ------------- | ----------- | ------------- | ------ |
| 1                   | 2. Sep. 2015        | 1,58 Mio. | -             | 6,4 %       | 9,3 %         | [ 3 ]  |
| 2                   | 9. Sep. 2015        | 1,64 Mio. | -             | -           | 10,7 %        | [ 4 ]  |
| 3                   | 16. Sep. 2015       | 1,49 Mio. | -             | 5,3 %       | 8,3 %         | [ 5 ]  |
| 4                   | 23. Sep. 2015       | 1,51 Mio. | 0,93 Mio.     | 5,4 %       | 9,0 %         | [ 6 ]  |
| 5                   | 30. Sep. 2015       | 1,57 Mio. | 0,84 Mio.     | 5,5 %       | 8,2 %         | [ 7 ]  |
| 6                   | 7. Okt. 2015        | 1,72 Mio. | -             | -           | 8,9 %         | [ 8 ]  |
| 7                   | 14. Okt. 2015       | 1,99 Mio. | -             | -           | 10,7 %        | [ 9 ]  |
| Staffeldurchschnitt | Staffeldurchschnitt | 1,64 Mio. | 0,90 Mio.     | 6,1 %       | 9,3 %         | [ 10 ] |